# Gemeinderat (Deutschland)

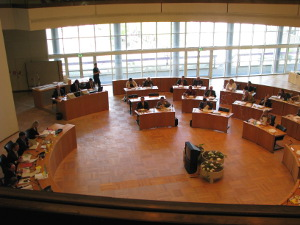
Gemeinderatssitzung in Mannheim

Der Gemeinderat ist das Hauptorgan einer Gemeinde, deren Kommunalverfassung die Ratsverfassung zugrunde liegt.
Der Gemeinderat stellt die kommunale Vertretungskörperschaft der Gemeindebürger dar und wird je nach landesrechtlicher Kommunalverfassung auf vier, fünf oder sechs Jahre gewählt.

## Bezeichnungen
Die Bezeichnung ist in den verschiedenen deutschen Ländern und auch innerhalb derselben je nach Größe und Status der Gemeinde verschieden. Im Einzelnen finden sich insbesondere folgende Bezeichnungen – stark unterschiedlich je nach Ausgestaltung des Kommunalverfassungsrechts:
- Gemeinderat / Stadtrat (in den meisten Ländern)
- Gemeindevertretung (in Brandenburg, Hessen, Mecklenburg-Vorpommern, Schleswig-Holstein)
- Marktgemeinderat (in Marktgemeinden)
- Ortsgemeinderat (in verbandsangehörigen Ortsgemeinden in Rheinland-Pfalz)
- Rat (in Niedersachsen)
- Stadtbürgerschaft (in der Stadtgemeinde Bremen)
- Stadtverordnetenversammlung (Stadt Bremerhaven und in Hessen, teilweise in Nordrhein-Westfalen, Schleswig-Holstein und Brandenburg)
- Stadtvertretung (in Städten in Mecklenburg-Vorpommern und Schleswig-Holstein)
- Bürgerschaft (Freie und Hansestadt Hamburg, dort zugleich Landesparlament, sowie Hansestädte in Schleswig-Holstein und Mecklenburg-Vorpommern, nicht jedoch in dem aus zwei Stadtgemeinden gebildeten Land Bremen, in dem Bürgerschaft allein das Landesparlament bezeichnet)
- Im Land Berlin, das zugleich eine Einheitsgemeinde ist, ist das Abgeordnetenhaus von Berlin zugleich Landesparlament und kommunale Vertretungskörperschaft.

| Land                   | Gemeinde                                    | Stadt                                                                                                 |
| ---------------------- | ------------------------------------------- | --- |
| Baden-Württemberg      | Gemeinderat                                 | Gemeinderat                                                                                           |
| Bayern                 | Gemeinderat bzw. Marktgemeinderat           | Stadtrat                                                                                              |
| Brandenburg            | Gemeindevertretung                          | Stadtverordnetenversammlung                                                                           |
| Hessen                 | Gemeindevertretung                          | Stadtverordnetenversammlung                                                                           |
| Mecklenburg-Vorpommern | Gemeindevertretung                          | Stadtvertretung (in den Hansestädten: Bürgerschaft)                                                   |
| Niedersachsen          | Rat                                         | Rat                                                                                                   |
| Nordrhein-Westfalen    | Rat der Gemeinde                            | Rat der Stadt                                                                                         |
| Rheinland-Pfalz        | Ortsgemeinderat/Gemeinderat                 | Stadtrat                                                                                              |
| Saarland               | Gemeinderat                                 | Stadtrat                                                                                              |
| Sachsen                | Gemeinderat                                 | Stadtrat                                                                                              |
| Sachsen-Anhalt         | Gemeinderat                                 | Stadtrat                                                                                              |
| Schleswig-Holstein     | Gemeindevertretung bzw. Gemeindeversammlung | Stadtvertretung bzw. Bürgerschaft (Hansestadt Lübeck) bzw. Stadtverordnetenversammlung (Bad Oldesloe) |
| Thüringen              | Gemeinderat                                 | Stadtrat                                                                                              |

Auch die Angehörigen dieser Gremien werden oft Gemeinderat bzw. Stadtrat genannt (z. B. Stadtrat Alois Müller). In den Ländern mit Magistratsverfassung ist Stadtrat allerdings die Bezeichnung für einen Beigeordneten, der Mitglied des Magistrats ist. Die Mitglieder der Stadtverordnetenversammlung heißen dagegen entsprechend Stadtverordnete. In Bayern ist die gesetzliche Bezeichnung „Gemeinderatsmitglied“ bzw. „Stadtratsmitglied“ im Gegensatz zu den Mitgliedern des Kreistags und des Bezirkstags (beides ebenfalls kommunale Gremien), die sich „Kreisräte“ bzw. „Bezirksräte“ nennen.
Vorsitzender der Stadtvertretung ist je nach Land entweder der vom Volk gewählte Bürger- bzw. Oberbürgermeister oder ein aus dem Gremium selbst gewählter Vorsitzender, der auch einen besonderen Titel haben kann, z. B. Stadtpräsident, Stadtverordnetenvorsteher, Ratsvorsitzender, Präsident der Bürgerschaft, Bürgervorsteher oder Bürgerworthalter.
Auch in Kirchengemeinden und Studentengemeinden gibt es einen Gemeinderat, der üblicherweise Kirchengemeinderat, Pfarrgemeinderat oder Presbyterium heißt (vgl. Kirchengemeindeleitung).

## Zuordnung zur Exekutive
Trotz der oberflächlichen Ähnlichkeiten zu einem Parlament handelt es sich beim Gemeinderat nicht um einen Teil der Legislative, sondern der Exekutive. Eine Ausnahme hierzu bilden die Vertretungen in den Stadtstaaten Berlin und Hamburg. In der Freien Hansestadt Bremen ist die Bürgerschaft des bremischen Staates (Legislative) unterschieden von der kommunalen Stadtbürgerschaft der Stadtgemeinde Bremen (Exekutive).
Dies hängt damit zusammen, dass in Deutschland Gesetze nur vom Staat (also Bund oder Ländern) erlassen werden können. Dabei gehören Kommunen als Gebietskörperschaft im weiteren Sinne zum Staatswesen, nicht jedoch im engeren Sinne zum Staat. Im Gemeinderat wird zwar auch „Recht“ gesetzt, jedoch nur in Form von Satzungen und Verordnungen, also Rechtsnormen, die in der Normenhierarchie unterhalb von formellen Gesetzen stehen. Da der Gemeinderat trotz des parlamentarischen Charakters und entsprechender Wahrnehmung in der Öffentlichkeit also keine Gesetze im formellen Sinne verabschieden kann, gilt er staatsrechtlich gesehen als exekutives Organ und nicht als legislatives. Zudem macht die normsetzende Tätigkeit des Gemeinderats nur einen kleinen Teil seiner gesamten Tätigkeit aus. In den Gemeindeordnungen ist der Gemeinderat auch nicht als ausschließliches oder primär legislatives, sondern allgemein als zentrales leitendes Organ der Gemeinde konzipiert, dessen Tätigkeitsschwerpunkt im exekutiven Bereich liegt. Genau wie die Judikative kann es auch legislative Organe nur auf staatlicher, also auf Landes- und Bundesebene geben.

## Status und Aufgaben

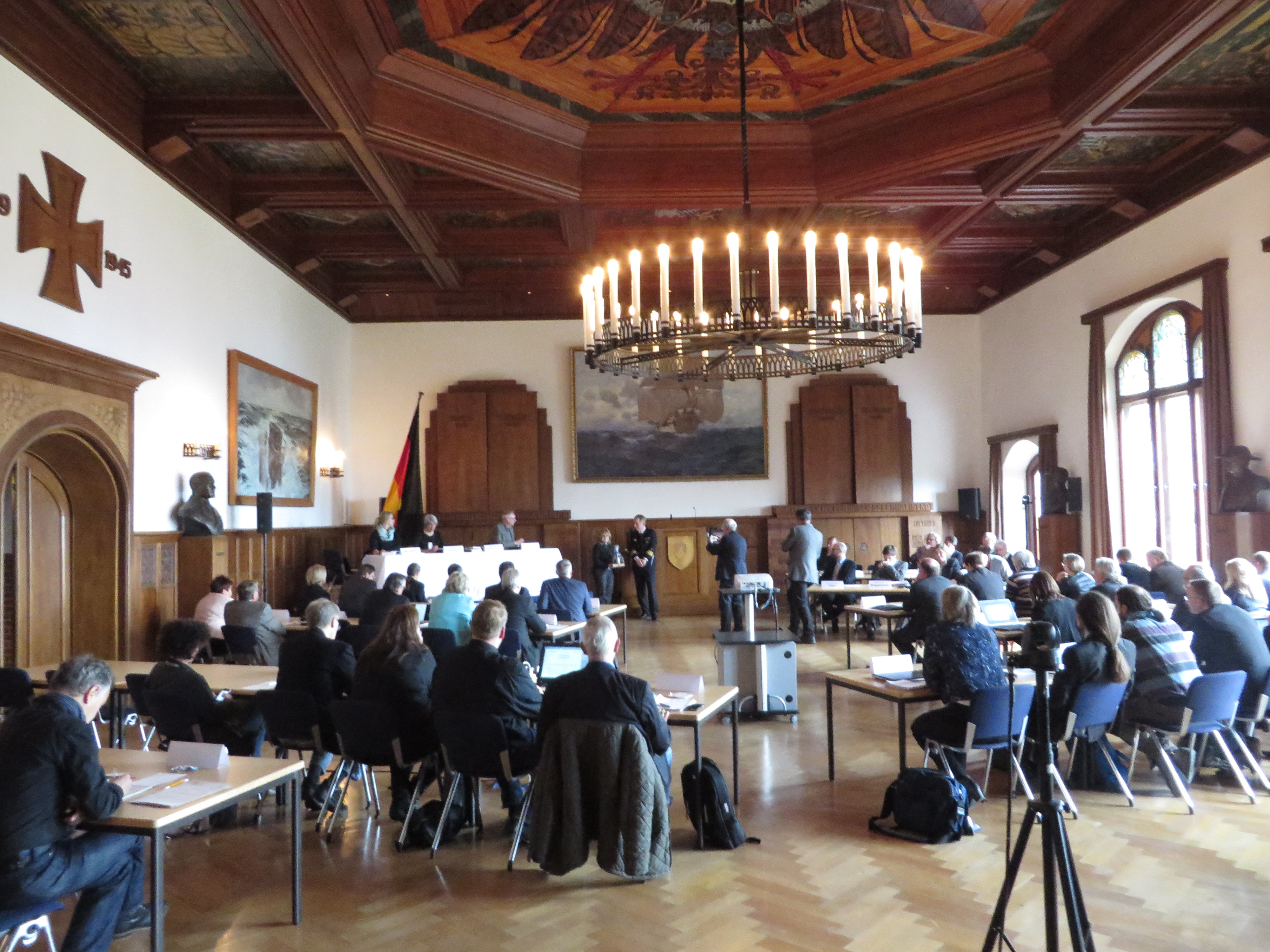
Die Ratsversammlung des Flensburger Rathauses findet einmal im Jahr in der Marineschule Mürwik statt. (Foto 2015)

Der Gemeinderat ist ein Organ der Gemeinde und die politische Vertretung der Gemeindebürger. Der Gemeinderat ist keine Behörde im institutionellen Sinne, da er zwar öffentlich-rechtliche Verwaltungstätigkeit ausübt (Organ einer juristischen Person des öffentlichen Rechts), allerdings ohne die für eine Behörde konstituierende Außenwirkung. Er entscheidet über die Verwaltungsorganisation der Gemeinde, soweit Angelegenheiten der örtlichen Gemeinschaft (eigener Wirkungskreis) oder Angelegenheiten, die das Gesetz den Gemeinden zur Besorgung im Auftrage des Staates zuweist (übertragener Wirkungskreis/Auftragsangelegenheiten), betroffen sind (Allzuständigkeit der Gemeinde) und nicht der Bürgermeister (in kreisfreien Städten und großen Kreisstädten Oberbürgermeister genannt) zuständig ist (Organzuständigkeit des Gemeinderats). Der Gemeinderat beschließt innerhalb des Aufgabenkreises der Gemeinde über alle Angelegenheiten, die nicht anderen Gemeindeorganen in eigener Zuständigkeit zugewiesen sind. 
Der Gemeinderat ist nicht für Angelegenheiten zuständig, welche dem Bürgermeister, Gemeindesenat oder Gemeinderatsausschuss zur selbständigen Erledigung übertragen sind. Dazu gehören regelmäßig Geschäfte, die laufend anfallen und keine grundlegende Bedeutung haben sowie keine erhebliche Verpflichtungen für die Gemeinde beinhalten. Nach Maßgabe der Gemeindeordnungen kann der Gemeinderat auch allgemein bestimmte Geschäfte den genannten Gemeindeorganen übertragen, er ist dann im Einzelfall nicht mehr dafür zuständig. Der Gemeinderat überwacht den Bürgermeister und die Gemeindeverwaltung, insbesondere die Ausführung seiner Beschlüsse. Die Dienstaufsicht über die Bediensteten der Gemeinde obliegt dem Bürgermeister; Art und Ausmaß dieser Zuständigkeit legt der Gemeinderat in der Geschäftsordnung fest. Der Bürgermeister führt die Beschlüsse des Gemeinderats aus. Die Beschlüsse erlangen mit dem Vollzug durch den (Ober-)Bürgermeister Außenwirkung. Die Beschlüsse sind keine Verwaltungsakte, sondern stellen eine interne Willensbildung dar, Verwaltungsakte werden sie gegebenenfalls mit dem Vollzug durch den Bürgermeister. Eine Ausnahme hiervon bilden Beschlüsse, die keines Umsetzungsaktes bedürfen.

## Zusammensetzung

### Wahlen
Der Gemeinderat wird in Wahlen entsprechend den Vorschriften des jeweiligen Kommunalwahlrechts von den Bürgern bestimmt, an denen politische Parteien und Wählergemeinschaften teilnehmen; innerhalb der Europäischen Union besitzen hierbei auch Unionsbürger das aktive und passive Wahlrecht. Die Kandidatenaufstellungen zu den Kommunalwahlen haben in geheimer Abstimmung zu erfolgen.

### Struktur
Der Gemeinderat/Stadtrat besteht aus dem Vorsitzenden, welcher in vielen Bundesländern der Bürgermeister (oder Oberbürgermeister) ist, und aus den gewählten Ratsmitgliedern.
Die Größe des Gemeinderates/Stadtrates wird durch die jeweiligen Gemeindeordnungen bestimmt und richtet sich wesentlich nach der Einwohnerzahl der Gemeinde. Sie variiert zwischen 6 und über 90 Mitgliedern.
Die ehrenamtlichen Gemeinderatsmitglieder erhalten eine Aufwandsentschädigung.

### Besonderheit in Bayern
In größeren Gemeinden kann der Gemeinderat zusätzliche berufsmäßige Gemeinderatsmitglieder wählen. Sie sind kommunale Wahlbeamte auf Zeit. Sie haben im Gemeinderat kein Stimmrecht, sondern üben nur beratende Funktion aus. Die berufsmäßigen Gemeinderatsmitglieder führen oftmals Bezeichnungen wie „Referent“ oder „Rat“ (z. B. Kreisverwaltungsreferent, Umweltreferent, Stadtbaurat, Stadtschulrat usw.). Die Besoldung berufsmäßiger Gemeinderatsmitglieder wird durch Gesetz oder Rechtsverordnung der Länder bestimmt.
In Bayern gestaltet sich die Anzahl der ehrenamtlichen Gemeinderatsmitglieder und die Zuordnungen der Ämter der berufsmäßigen Gemeinderatsmitglieder (kommunale Wahlbeamte auf Zeit) zu den jeweiligen Besoldungsgruppen (Besoldungsgruppen nach Bundesbesoldungsgesetz) wie folgt:
| Ehrenamtliche Gemeinderatsmitglieder | Ehrenamtliche Gemeinderatsmitglieder | Berufsmäßige Gemeinderatsmitglieder | Berufsmäßige Gemeinderatsmitglieder | Berufsmäßige Gemeinderatsmitglieder     | Berufsmäßige Gemeinderatsmitglieder     |
| Ehrenamtliche Gemeinderatsmitglieder | Ehrenamtliche Gemeinderatsmitglieder | Kreisangehörige Gemeinden           | Kreisangehörige Gemeinden           | Kreisfreie Städte und Große Kreisstädte | Kreisfreie Städte und Große Kreisstädte |
| Einwohner                            | Mitglieder                           | Einwohner                           | Besoldung                           | Einwohner                               | Besoldung                               |
| ------------------------------------ | ------------------------------------ | ----------------------------------- | ----------------------------------- | --------------------------------------- | --------------------------------------- |
| bis zu 1.000                         | 08                                   | –                                   | –00                                 | bis zu 30.000                           | A14/A15                                 |
| 1.001 bis 2.000                      | 12                                   | –                                   | –00                                 | bis zu 30.000                           | A14/A15                                 |
| 2.001 bis 3.000                      | 14                                   | –                                   | –00                                 | bis zu 30.000                           | A14/A15                                 |
| 3.001 bis 5.000                      | 16                                   | –                                   | –00                                 | bis zu 30.000                           | A14/A15                                 |
| 5.001 bis 10.000                     | 20                                   | –                                   | –00                                 | bis zu 30.000                           | A14/A15                                 |
| 10.001 bis 15.000                    | 24                                   | 10.001 bis 15.000                   | A13/A14                             | bis zu 30.000                           | A14/A15                                 |
| 15.001 bis 20.000                    | 24                                   | 15.001 bis 30.000                   | A14/A15                             | bis zu 30.000                           | A14/A15                                 |
| 20.001 bis 30.000                    | 30                                   | 15.001 bis 30.000                   | A14/A15                             | bis zu 30.000                           | A14/A15                                 |
| 30.001 bis 50.000                    | 40                                   | mehr als 30.000                     | A 14/A 15                           | 30.001 bis 50.000                       | A 16/B 2                                |
| 50.001 bis 100.000                   | 44                                   | mehr als 30.000                     | A 14/A 15                           | 50.001 bis 100.000                      | B 2/B 3                                 |
| 100.001 bis 200.000                  | 50                                   | mehr als 30.000                     | A 14/A 15                           | 100.001 bis 200.000                     | B 3/B 4                                 |
| Augsburg                             | 60                                   | mehr als 30.000                     | A 14/A 15                           | Augsburg                                | B 4/B 5                                 |
| Nürnberg                             | 70                                   |                                     |                                     | Nürnberg                                | B 5/B 6                                 |
| München                              | 80                                   | München                             | B 6/B 7                             |                                         |                                         |

### Regelung in Sachsen
Die Zusammensetzung der sächsischen Stadt- und Gemeinderäte ist in § 29 der Sächsischen Gemeindeordnung festgeschrieben und richtet sich grundsätzlich nach der unten stehenden Tabelle. Die Hauptsatzung der jeweiligen Kommune kann allerdings bestimmen, dass sich die Zusammensetzung nach der nächsthöheren oder nächstniedrigeren Größengruppe richtet. In der letzten Größengruppe, kann sich die Zahl um maximal 10 Räte erhöhen. Der (Ober-)Bürgermeister ist stimmberechtigter Vorsitzender des Rates.
| Einwohner  | Gemeinderäte                            | Einwohner                       | Gemeinderäte |
| ---------- | --------------------------------------- | ------------------------------- | ------------ |
| bis 500    | 8                                       | bis 30.000 (Meißen)             | 26           |
| bis 1.000  | 10                                      | bis 40.000 (Pirna*, Bautzen)    | 30           |
| bis 2.000  | 12                                      | bis 50.000 (Freiberg)           | 34           |
| bis 3.000  | 14                                      | bis 60.000 (Görlitz)            | 38           |
| bis 5.000  | 16                                      | bis 80.000 (Plauen)             | 42           |
| bis 10.000 | 18                                      | bis 150.000 (Zwickau)           | 48           |
| bis 20.000 | 22 (Torgau*, Borna, Annaberg-Buchholz*) | bis 400.000 (Chemnitz*)         | 54           |
| bis 20.000 | 22 (Torgau*, Borna, Annaberg-Buchholz*) | ab 400.000 (Dresden*, Leipzig*) | 60           |

(*) Sowohl Dresden und Leipzig als auch Chemnitz machen von der oben genannten Regelung Gebrauch und haben 70 bzw. 60 Stadträte. Auch die Kreisstadt Annaberg-Buchholz hat mit 26 Stadträten vier mehr als angedacht. Pirna hat indes vier Stadträte weniger als nach der eigentlich zugeordneten Größenklasse, nämlich 26. Ähnliches gilt für Torgau, das nur 20 Stadträte hat. Aber auch beispielsweise die einwohnerschwächste Gemeinde Sachsens (347 Bewohner), Rathen, macht ebenfalls von der Ausnahmegenehmigung Gebrauch und hat 10 Gemeinderäte.

## Geschäftsgang
Der Gemeinderat beschließt in Sitzungen (Sitzungszwang). Entscheidung im Umlaufverfahren oder durch das persönliche oder fernmündliche Einholen der Stimme sind unstatthaft. Der Grund für den Sitzungszwang ist in dem Bedürfnis nach einer gemeinsamen Beratung zu sehen, welche eine wichtige Voraussetzung für eine fehlerfreie Bildung des Willens ist.

### Ordnungsgemäße Ladung sämtlicher Ratsmitglieder
Sämtliche Mitglieder des Gemeinderats müssen ordnungsgemäß geladen sein. Der Vorsitzende beruft den Gemeinderat unter Angabe der Tagesordnung mit angemessener Frist ein. Die Geschäftsordnung des Gemeinderats enthält Vorschriften über die Form und die Frist der Ladung. Eine Einberufung findet auch auf Antrag eines in der Gemeindeordnung der Länder näher ausgeführten Teils der Mitglieder des Gemeinderates unter Angabe des Beratungsgegenstands statt. Wird ein Gemeinderatsmitglied nicht geladen, so ist der Beschluss unwirksam, es sei denn, dass das Gemeinderatsmitglied trotz fehlender Ladung erschienen ist und die fehlende Ladung nicht rügt (konkludenter Ladungsverzicht). Eine fehlende Ladung ist nicht schon deshalb unbeachtlich, dass sich seine Stimme auf den Beschluss des Gemeinderats nicht ausgewirkt hat. Unter Umständen hätte er in der Beratung durch überzeugende Argumente das Meinungsbild noch ändern können.

### Mehrheit anwesend und stimmberechtigt
Zu seiner Beschlussfähigkeit muss die Mehrheit seiner Mitglieder (ohne die berufsmäßigen Ratsmitglieder) auch anwesend und stimmberechtigt sein. Für die Mehrheit ist die Ist-Stärke des Gemeinderats zugrunde zu legen. Durch Wegzug, Amtsniederlegung oder Tod ausgeschiedene Mitglieder oder Mitglieder, welche auf Grund sitzungspolizeilicher Maßnahmen aus der Sitzung ausgeschlossen wurde, werden bei der Berechnung des Mehrheitsbegriffs also nicht eingestellt. Ratsmitglieder, die wegen persönlicher Beteiligung bezüglich der Beratungs- und Beschlussangelegenheit an der Beratung und Abstimmung nicht teilhaben können, werden hingegen berücksichtigt. Unter Umständen kann auf die Anwesenheit der Mehrheit der Gemeinderatsmitglieder verzichtet werden (z. B. zweite Beratung über denselben Gegenstand). Die Gemeinderatsmitglieder sind verpflichtet an den Sitzungen teilzunehmen, die ihnen durch den ersten Bürgermeister (Oberbürgermeister) nach der Geschäftsordnung zugewiesenen Geschäfte wahrzunehmen und ihre Stimme abzugeben. Enthält sich wider die Vorschrift ein Gemeinderatsmitglied seiner Stimme oder bleibt er Sitzungen vorschriftswidrig fern, so bleibt der Beschluss des Gemeinderats dennoch wirksam; es bewendet sich bei der Möglichkeit ein Ordnungsgeld zu verhängen.

### Beschluss und seine Form
Die Beschlüsse werden grundsätzlich in öffentlicher Sitzung (außer: Wohl der Allgemeinheit oder berechtigte Interessen Einzelner stehen dem entgegen) mit Stimmenmehrheit gefasst. Über die Verhandlungen des Gemeinderats ist eine Niederschrift anzufertigen.

### Vorberatende und beschließende Ausschüsse bzw. Gemeindesenate
Der Gemeinderat kann zur Erleichterung seiner Aufgaben vorberatende Ausschüsse einsetzen. Zwecks arbeitsteiliger Vorgehensweise steht ihm auch die Möglichkeit offen, seine Kompetenzen in einzelnen Angelegenheiten oder Geschäftszweigen an Gemeindesenate (oder: beschließende Ausschüsse) zu übertragen. Die Gemeindesenate handeln innerhalb ihrer Zuständigkeit anstelle des Gemeinderats. Der erste Bürgermeister (Oberbürgermeister), sein Stellvertreter oder eine bestimmte Anzahl von Mitgliedern des Gemeinderats können aber in der Regel eine Nachprüfung durch den Gemeinderat beantragen. Bestimmte Gegenstände sind von der Übertragung auf einen Gemeindesenat ausgeschlossen. Dazu zählen je nach Gemeindeordnung etwas abweichend meist: Satzungen (ohne Bauleitplanung) und Verordnungen; Haushaltssatzung und Finanzplan; durch die Rechtsaufsichtsbehörde zu genehmigende Angelegenheiten usw. Die Zusammensetzungen der Senate wird in der Geschäftsordnung dem Stärkeverhältnis der Parteien und Wählergruppen im Gemeinderat entsprechend gestaltet. Ein in der Praxis wichtiger Gemeindesenat ist der Bausenat, der nur in Großstädten die Bauleitplanung (Flächennutzungsplan und Bebauungsplan) berät und beschließt.
Ausschüsse und Fraktionen sind „Hilfsorgane“ des Organs Stadtvertretung.
Der Gemeinderat kann so genannte sachkundige Bürger oder sachkundige Einwohner ohne Stimmrecht in einen Ausschuss berufen, wobei deren Anzahl nicht die der ordentlichen Ratsmitglieder überschreiten darf. In der Praxis geschieht dies auf Vorschlag der Fraktionen oder der Verwaltung. Diese Regelung muss zuvor durch die Gemeindeordnung eingeführt werden. In Berlin können solche Personen auch ein Stimmrecht ausüben. Man nennt sie dort Bürgerdeputierte. Auch die „sachkundigen Einwohner“ in Mecklenburg-Vorpommern und die „bürgerlichen Ausschussmitglieder“ in Schleswig-Holstein haben in diesen Ausschüssen Stimmrecht.

## Befangenheit
Birgt ein zu treffender Beschluss einem Ratsmitglied oder einem Mitglied eines mit ihm in Beziehung stehenden definierten Personenkreises „einen unmittelbaren Vorteil oder Nachteil“, wird ein Interessenskonflikt vermutet, der im Interesse des Gemeinwohls zu vermeiden ist: Das Ratsmitglied wird als befangen bezeichnet und hat die Sitzung zu verlassen, die notwendige Einzelfallentscheidung trifft das entsprechende Gremium.